# Дунајски Клатов
Дунајски Клатов (слч. Dunajský Klátov, мађ. Dunatőkés) насељено је мјесто са административним статусом сеоске општине (слч. obec) у округу Дунајска Стреда, у Трнавском крају, Словачка Република.

## Становништво
| Година:    | 1994. | 2004.    | 2014.    | 2024.    |
| ---------- | ----- | -------- | -------- | -------- |
| Број људи: | 465   | 416      | 571      | 860      |
| Разлика:   |       | -10,53 % | +37,25 % | +50,61 % |

| Година:    | 2023. | 2024.   |
| ---------- | ----- | ------- |
| Број људи: | 854   | 860     |
| Разлика:   |       | +0,70 % |

Према подацима о броју становника из 2011. године насеље је имало 516 становника.